# Sancak Kaplan
Sancak Kaplan (Erzurum, 25 maggio 1982) è un ex calciatore turco, di ruolo difensore.

## Carriera
Ha giocato 86 partite nella massima serie turca.